# Pyrinia rufa
Pyrinia rufa là một loài bướm đêm trong họ Geometridae.